# Astus subroseus
Astus subroseus là một loài thực vật có hoa trong Họ Đào kim nương. Loài này được Trudgen & Rye mô tả khoa học đầu tiên năm 2005.